# لی یه هیون
لی یه هیون (کره‌ای: 이예현؛ زادهٔ ۲۵ ژوئن ۱۹۹۵) بازیگر اهل کره جنوبی است. او به خاطر ایفای نقش در تو فوق‌العاده‌ای و استاد انتقام شناخته می‌شود.

## فیلم‌شناسی

### فیلم
| سال  | عنوان           | نقش     | زبان  | منابع  |
| ---- | --------------- | ------- | ----- | ------ |
| ۲۰۱۸ | Be-Bop-A-Lula   | یه این  | کره‌ای | [ ۹ ]  |
| ۲۰۱۹ | کارآگاه کارآموز | سو هیون | کره‌ای | [ ۱۰ ] |

### مجموعه‌های تلویزیونی
| سال  | عنوان                            | نقش          | منابع  |
| ---- | -------------------------------- | ------------ | ------ |
| ۲۰۱۶ | استاد انتقام                     | گو گانگ سوک  | [ ۱۱ ] |
| ۲۰۱۷ | آندانته                          | لی شی یونگ   | [ ۱۲ ] |
| ۲۰۱۹ | تو فوق‌العاده‌ای                   | کیم سو هیانگ | [ ۱۳ ] |
| ۲۰۲۰ | Cold Case Provisional Task Force | لی مین جو    | [ ۱۴ ] |